# Utsigt af byn Sälen

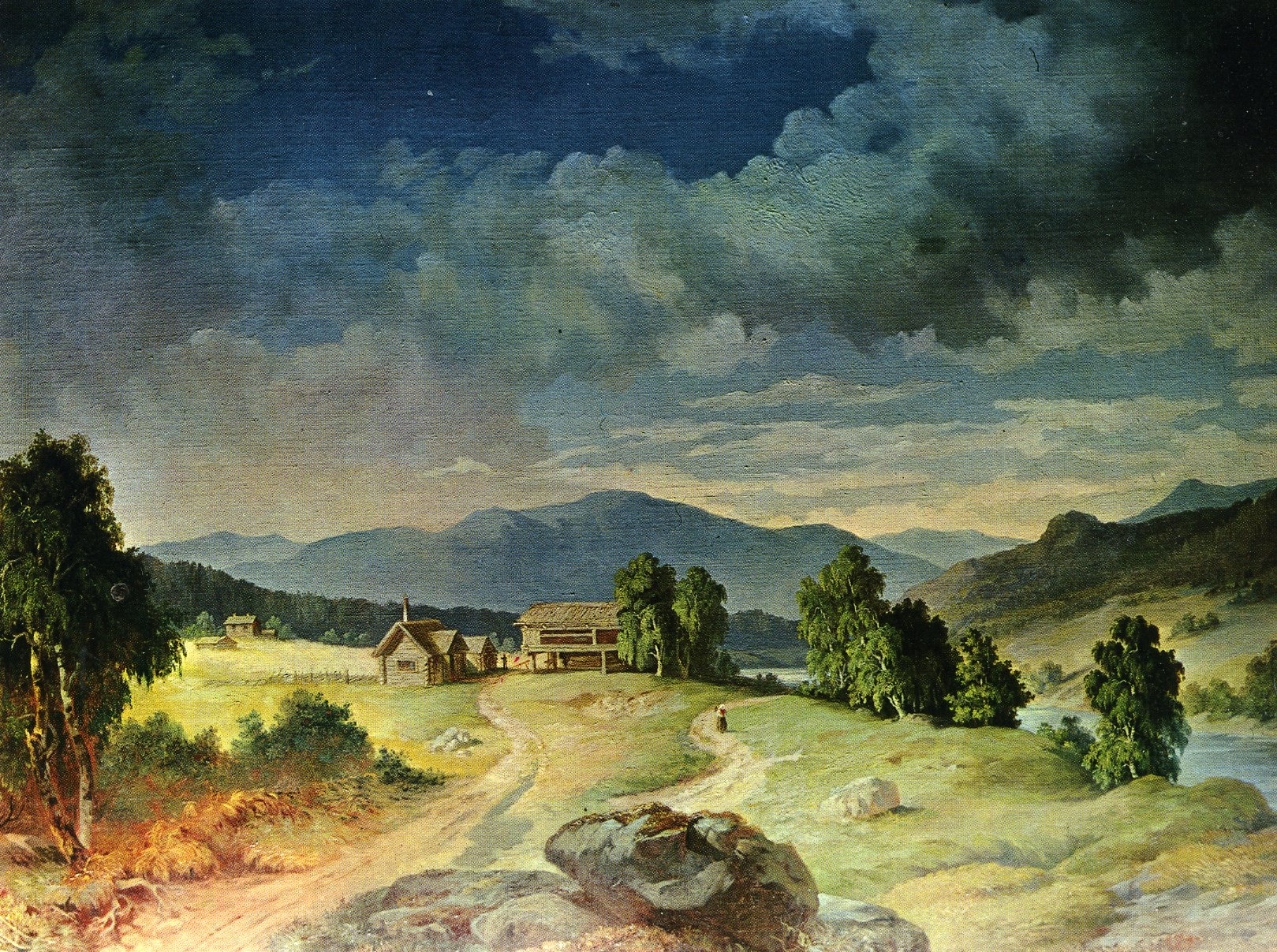

Utsigt af byn Sälen är en målning av kung Karl XV som hänger i Utmelandsmonumentet i Mora. Tavlan föreställer Olnispagården i Sälen, den plats i vars närhet Gustav hanns upp av skidlöparna från Kättbo.
Karl XV spelade en central roll vid tillkomsten av Utmelandsmonumentet. Han var själv en god amatör som landskapsmålare och understöjdare för flera av tidens konstnärer.
Över tavlan finns följande att: 
| ” | Efter fåfänga försök att mana Dalkarlarne till kamp för friheten, drog Gustaf uppåt Norska gränsen i afsigt att lemna sitt fädernesland, det han icke mera såg någon utväg att rädda. Men under tiden kommo andra flyktingar med nya underrättelser om konung Chistierns grymma förfarande både i hufvudstaden och i landsorterna. Då ändrade Dalkarlarne sinne och utsände skidlöpare att uppsöka och åter¬kalla Gustaf, som af dem anträffades i byn Sälen i Lima socken. Han återvände med glädje, antogs af det i Mora församlade folket till höfvitsman och drog ut att förjaga tyrannen och dess anhängare. Det räddade fäderneslandet uppsatte befriaren på konungathronen, den han belastade mot yttre och inre fiender. Den fridlöse flyktingen blef sålun¬da grundläggare av Sveriges nya samhällsskick och stamfader för ett av Europas ädlaste konungahus. | „ |